# Busan
För andra betydelser, se Busan (olika betydelser).
Busan eller Pusan (hangul: 부산, hanja: 釜山) är en storstad med status som provins i Sydkorea och är belägen vid den sydöstra kusten. Den är landets främsta hamn, tillika en av världens största. Busan är landets näst största stad och har ca 3,6 miljoner invånare. Den är en av landets administrativa storstäder med en status som är självständig från provinserna. I Busan finns omfattande industri med bland annat bil- och textiltillverkning. Där finns också stora skeppsvarv.
Under Joseon-dynastin tillhörde orten Gyeongsang-provinsen och när provinsen delades 1895 tillföll Busan södra Gyeongsang.

## Historia
Gravgods från Busan antyder att ett hövdingadöme fanns under tiden för Koreas tre kungariken. Arkeologer har hittat mer än 250 järn- och gjuteriföremål från området. På 1400-talet beslöt man att Busan skulle bli en plats för handel med japanerna vilka tilläts att bosätta sig i staden. Andra städer som Ulsan och Jinhae, som hade samma funktion, minskade i betydelse medan Busans område klarade sig något längre. Det överlevde ända till Japans invasion av Korea 1592-1598. Diplomatiska relationer upprättades med shogunatet 1607. Den japanska bebyggelsen existerade till 1876. 1876 blev Busan den första staden att tillåta utlänningar i Korea vilket ledde fram till att staden blev en viktig handelspunkt i Japan Det japanska namnet på staden var Fusan. Busan var den enda staden, tillsammans med Jeju och Daegu i Sydkorea, att inte erövras av Nordkorea under Koreakriget. Busan var underhållscentrum och främsta urlastningshamn för FN-styrkorna. Det svenska fältsjukhuset, som verkade under kriget, var förlagt till Busan.

## Geografi
Busan är beläget i sydöstra Sydkorea, vid kusten, och har fuktigt subtropiskt klimat. Stora skillnader mellan temperaturtoppar och temperaturbottnar är ovanliga. Juli, sena vårar och tidig sommar är oftast kallare än i inlandet på grund av havets inverkan. Sensommaren, tidig höst, augusti och september är varmare och mer  fuktiga och staden kan träffas av tyfoner under denna period. Den 15 september 1959 drabbades staden av supertyfonen tyfonen Sarah. Oktober och november erbjuder ett relativt behagligt klimat. Vintern är generellt kall och torr men något mildare än övriga Sydkorea, förutom Jeju och öarna vid sydkusten.

### Administrativ indelning
Busan är indelat i femton gu (stadsdistrikt) och ett gun (landskommun).
| Gu/gun       | Hangul   | Hanja    | Yta km² | Invånare 31 dec 2019 |
| ------------ | -------- | -------- | ------- | -------------------- |
| Buk-gu       | 북구     | 北區     | 39,37   | 293 704              |
| Busanjin-gu  | 부산진구 | 釜山鎭區 | 29,67   | 361 044              |
| Dong-gu      | 동구     | 東區     | 9,86    | 90 477               |
| Dongnae-gu   | 동래구   | 東萊區   | 16,63   | 272 500              |
| Gangseo-gu   | 강서구   | 江西區   | 181,49  | 135 048              |
| Geumjeong-gu | 금정구   | 金井區   | 65,27   | 243 870              |
| Haeundae-gu  | 해운대구 | 海雲臺區 | 51,47   | 411 293              |
| Jung-gu      | 중구     | 中區     | 2,83    | 44 072               |
| Nam-gu       | 남구     | 南區     | 26,82   | 280 852              |
| Saha-gu      | 사하구   | 沙下區   | 41,77   | 325 951              |
| Sasang-gu    | 사상구   | 沙上區   | 36,09   | 223 489              |
| Seo-gu       | 서구     | 西區     | 13,98   | 110 350              |
| Suyeong-gu   | 수영구   | 水營區   | 10,21   | 177 897              |
| Yeongdo-gu   | 영도구   | 影島區   | 14,20   | 118 628              |
| Yeonje-gu    | 연제구   | 蓮堤區   | 12,10   | 210 443              |
| Gijang-gun   | 기장군   | 機張郡   | 218,30  | 166 945              |
| Total        |          |          | 770,07  | 3 466 563            |

| Busans administrativa indelning |
| ------------------------------- |
|                                 |

## Ekonomi
Busans ekonomi är mycket inriktad på transport och sjöfart.Området är upptaget i en särskild ekonomisk zon. Busan har Sydkoreas största hamn och år 2016 rankades Busan av American Association of Port Authorities som nr 9 i världen vad gäller gods räknat i antal ton och nr 6 i världen vad gäller containertrafik räknat i TEU.
Större företag belägna i Busan inkluderar Renault Korea Motors, Busan Bank, SM Line, Samsung Electro-Mechanics, CJ CheilJedang, Changshin INC, Busan Public Housing, Leeno Industrial, Seun Steel, Seowon Distribution, Dongkuk Steel, HJ Heavy Industries, Hi Investment & Securities, Sungwoo Hitech, HieLo Korea och Da-Lo Korea.

## Transporter
Busans flygplats är Gimhae International Airport. Dit flyger bland annat Finnair från Helsingfors. Färjetrafiken i staden är också livlig. Det finns färjelinjer till Tsushima, Shimonoseki, Fukuoka och Osaka. Med tåg kan man också nå städer som Seoul, Daejeon och Daegu. Genom två terminaler i Busan kan man nå flera stora städer med buss.
Inom staden finns ett tunnelbanesystem med fyra linjer.

## Sport
Basebollklubben Lotte Giants hör hemma i Busan. Klubben spelar i koreanska basebolligan, som är den högsta serien i landet. Klubben spelar i Sajik Stadium, som användes vid Asiatiska spelen 1986. I Busan spelar också fotbollsklubben Busan I'Park. Klubben spelar för närvarande i K. League.
Busan har anordnat större arrangemang, som Asiatiska spelen 1986 och 2002. Busan var även en av spelplatserna för fotbolls-VM 2002.